# دالي ميتشيل (لاعب كرة قاعدة)
دالي ميتشيل (بالإنجليزية: Dale Mitchell)‏ هو لاعب كرة قاعدة أمريكي، ولد في 23 أغسطس 1921 في كولوني في الولايات المتحدة، وتوفي في 5 يناير 1987 في تلسا في الولايات المتحدة.

## وصلات خارجية
- دالي ميتشيل على موقع دوري كرة القاعدة الرئيسي (الإنجليزية)
- دالي ميتشيل على موقعبيزبول رفرنس.كوم (الدوري الرئيسي) (الإنجليزية)
- دالي ميتشيل على موقعبيزبول رفرنس.كوم (الدوري الثانوي) (الإنجليزية)